# Štefan Kločurak

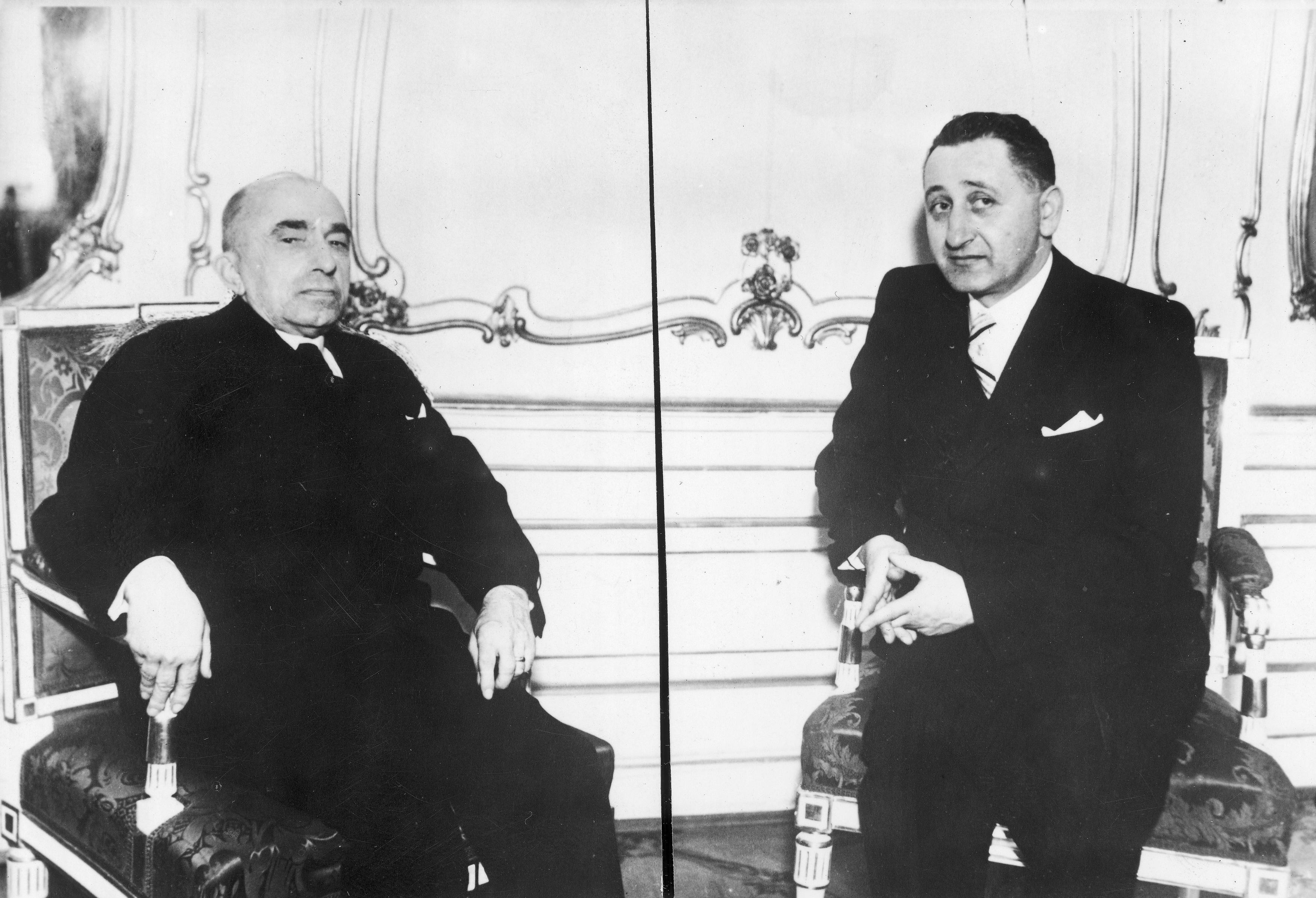
Štefan Kločurak s prezidentem Emilem Háchou na schůzce 15. března 1939

Štefan Kločurak (ukrajinsky Степан Клочурак – Stepan Kločurak; 27. února 1895, Jasiňa, Marmarošská župa, Uhersko – 8. února 1980, Praha) byl karpatoruský (ukrajinského směru) sociálně demokratický a agrární politik, redaktor a právník.

## Život
Před přičleněním Podkarpatské Rusi k Československu působil ve vládě krátce existující Západoukrajinské lidové republiky (1918–1919) a jako předseda vlády též krátce existující Huculské republiky v roce 1919.
Po zániku Huculské republiky byl několik týdnů vězněn v Rumunsku. Po návratu do Podkarpatské Rusi začal působit v rusínské frakci tehdejší sociální demokracie, od roku 1934 v Karpatoruské zemědělské republikánské straně, místní odnoži agrární strany. Působil jako redaktor novin Vpřed a Zem a vůle. V roce 1939 krátce působil jako ministr ve vládě samostatné Karpatské Ukrajiny (viz třetí vláda Augustina Vološina a vláda Júlia Révaye) po jejím vyhlášení nezávislosti na československé druhé republice.
V roce 1939 odešel do Prahy. V roce 1945 byl zadržen NKVD a následně byl až do roku 1957 vězněn v táboře nedaleko Vorkuty. V roce 1957 se usadil v Praze. V roce 1978 vydal v USA své vzpomínky, za což si zasloužil nenávist tehdejšího režimu. Štefan Kločurak byl strýcem populární české moderátorky a scenáristky Haliny Pawlowské; jako takový byl ztvárněn v její filmové novele Díky za každé nové ráno.

## Vyznamenání
- Řád svobody in memoriam – Ukrajina, 14. března 2019 – udělil prezident Petro Porošenko za významný osobní přínos k oživení ukrajinské státnosti a za nesobeckou službu ukrajinskému lidu[4]

## Dílo
- KLOČURAK, Stepan. Do voli = Strive for Freedom : spomyny. Nju Jorkk: Karpats’kyj Sojuz, 1978.